# Max Goldstein

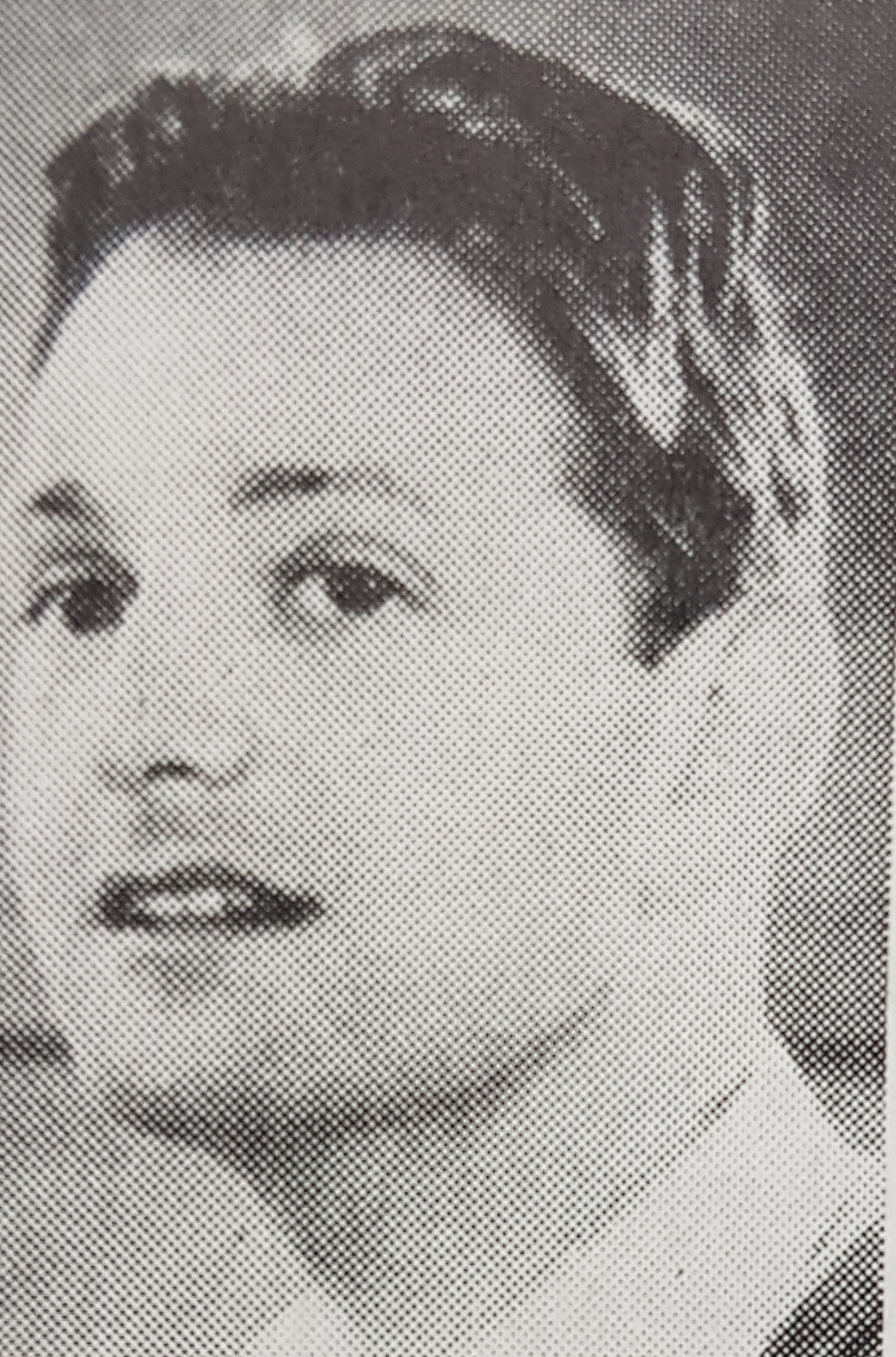
Max Goldstein

Max Goldstein (* 22. März 1925 in Berlin; † 4. April 2008 in Stockholm) war ein schwedischer Kostümbildner deutscher Abstammung. In Schweden war er unter seinem Künstlernamen "Mago", der sich aus den jeweils ersten beiden Buchstaben seines Namens zusammensetzt, bekannt.

## Leben und Wirken
Max Goldstein kam 1939 zuerst allein nach Schweden und lebte dort bei einer Pastorenfamilie, nachdem in Deutschland die Nationalsozialisten die Macht übernommen hatten. Sein jüdischer Vater war Kinderarzt in Berlin und aufgrund der Rassengesetze war er in seiner Berufsausübung massivst eingeschränkt. Die Familie wurde im Jahre 1939 in Schweden wiedervereint, nachdem es auch seinem Vater und dem Bruder gelungen ist ein Ausreisevisum zu erhalten.
Gegen Ende des Zweiten Weltkriegs begann Mago seine künstlerische Tätigkeit am Theater, wenig später kamen erste Aufträge vom Film hinzu. Während seiner beruflichen Tätigkeit arbeitete Goldstein häufig mit Ingmar Bergman zusammen, arbeitete jedoch auch für andere Regisseure wie, von den 1950er bis 1980er Jahre hinein, Arne Mattsson und war sowohl am Königlich Dramatischen Theater (Dramaten) in Stockholm als auch für Revuen tätig.
Mago war mit Marlene Dietrich bekannt, zu deren letzten Film Schöner Gigolo, armer Gigolo er die Kostüme entworfen hatte, und pflegte einen intensiven Briefwechsel mit ihr. 1972 gestaltete Mago die Bauten zu dem legendären Holocaust-Film The Day the Clown Cried, der aufgrund von Jerry Lewis’ Weigerung, den Film für die Öffentlichkeit freizugeben, nie gezeigt wurde. Das jüdische Museum in Stockholm widmete im Jahre 2009 Mago eine Ausstellung.
Im Jahr 1988 veröffentlichte er seine Memoiren unter dem Titel "Klä av, klä på…" (auf Deutsch: "Ausziehen, ankleiden").

## Filmografie
beim Kinofilm, wenn nicht anders angegeben
- 1950: Södrans revy
- 1951: Det var en gång en sjöman
- 1953: Abend der Gaukler (Gycklarnas afton)
- 1955: Das Lächeln einer Sommernacht (Sommarnattens leende)
- 1956: Flickan i frack
- 1958: Mannequin in Rot (Mannekäng i rött)
- 1958: Fuhrmann des Todes (Körkarlen)
- 1959: Frau nach Wunsch (Den kära leken)
- 1959: Die Gräfin mit der Peitsche (Ryttare i blått)
- 1960: Das Teufelsauge (Djävulens öga)
- 1960: Hochzeit mit Verzögerung (Bröllopsdagen)
- 1961, Wie in einem Spiegel (Såsom i en spegel)
- 1961: Karneval
- 1961: Licht im Winter (Nattvardsgästerna)
- 1961: Lustgarten (Lustgården)
- 1962: Siska
- 1962: Schlafwagenabteil (Älskarinnan)
- 1963: Ach, diese Frauen (För att inte tala om alla dessa kvinnor)
- 1964: Zu lieben (Att älska)
- 1964: Juninatt
- 1965: Persona
- 1967: Die Stunde des Wolfs (Vargtimmen)
- 1968: Schande (Skammen)
- 1968: Miss and Mrs. Sweden
- 1969: Passion (En Passion)
- 1969: Der Ritus (Riten, Fernsehfilm, auch Bauten)
- 1970: Nøglen til paradis
- 1970: Berührungen (Beröringen)
- 1972: The Day the Clown Cried (auch Bauten)
- 1976: Tabu
- 1977: Wie vergewaltige ich einen Mann ? (Man kan inte våldtas)
- 1977: Mannen i skuggan
- 1978: Schöner Gigolo, armer Gigolo
- 1979: Linus und das alte Backsteinhaus (Linus eller Tegelhusets hemlighet)
- 1982: Abschied (Avskedet)
- 1983: Der Casanova von Schweden (Raskenstam)
- 1983: Smugglarkungen
- 1985: Investigator (Mask of Murder)
- 1986: The Girl – Ein gefährliches Mädchen (The Girl)
- 1996: Idlaflickorna (Fernsehfilm)